# Jakob Friedrich von Märklin
Jakob Friedrich Märklin, ab 1834 von Märklin, (* 12. Februar 1771 in Stuttgart; † 18. Juni 1841 ebenda) war ein deutscher, lutherischer Theologe sowie Generalsuperintendent von Heilbronn.

## Leben
Nach dem Besuch des Gymnasiums in Stuttgart studierte Märklin von 1788 bis 1793 evangelische Theologie und Philosophie am Tübinger Stift und erhielt 1790 den Magistergrad in Philosophie. Anschließend bekleidete er bis 1795 eine Hofmeisterstelle  in Marburg an der Lahn. Es folgten eine Studienreise nach Göttingen und Jena und eine Tätigkeit an einer Lateinschule in Bad Cannstatt, bevor er 1797 zunächst Repetent am Tübinger Stift und dann außerordentlicher Professor am Evangelisch-Theologischen Seminar Bebenhausen wurde. Ab 1802 war er ordentlicher Professor, ab 1807 am Evangelisch-Theologischen Seminar Maulbronn. Ab 1802 war er zudem Redakteur der Zeitschrift Für Geistes- und Herzensbildung junger Frauenzimmer.
1814 wurde er zum Dekan und Stadtpfarrer von Neuenstadt am Kocher ernannt, 1821 zum Prälaten und Generalsuperintendenten von Heilbronn. In dieser Funktion war von 1821 bis zu seinem Tod Mitglied der Zweiten Kammer der Württembergischen Landstände. 1834 wurde er mit dem Ritterkreuz des Ordens der Württembergischen Krone ausgezeichnet.

## Publikationen (Auswahl)
- Gedanken über die Wahl der Abgeordneten zum Wirtembergischen Landtage, 1796.
- Untersuchung und Vorschläge über die Umlegung frz. Contributionen in Wirtemberg, 1796.